# Charles Burlingame
Charles Frank "Chic" Burlingame III (12 tháng 9 năm 1949 - 11 tháng 9 năm 2001) là cơ trưởng của chuyến bay American 77, chiếc máy bay Boeing 757 đã bị 5 tên khủng bố Hồi giáo al-Qaeda đâm vào Lầu Năm Góc trong sự kiện 11 tháng 9.

## Thiếu thời
Burlingame sinh ngày 12 tháng 9 năm 1949 tại St. Paul, Minnesota. Anh thường xuyên bay như một con trai của một thành viên nghĩa vụ tích cực của Không quân Hoa Kỳ, dành một phần thời thơ ấu của mình ở California và Anh. Burlingame tốt nghiệp trường trung học Anaheim, California vào năm 1967. Anh hoạt động trong Hội Nam Hướng đạo Mỹ, nơi anh đạt được thứ hạng cao nhất, Hướng đạo Đại bàng.
Burlingame tốt nghiệp với bằng Cử nhân Khoa học bằng cử nhân Kỹ thuật Hàng không từ Học viện Hải quân Hoa Kỳ vào năm 1971. Trong Hải quân, anh lái máy bay F-4 Phantom trong Fighter Squadron 103 (VF-103) trên tàu USS Saratoga, tăng lên cấp bậc Cơ trưởng. Anh tốt nghiệp danh dự của Chương trình Giảng viên Chiến thuật Đột kích của Hải quân Hoa Kỳ (TOPGUN) trên tàu NAS Miramar, California. Năm 1979, Burlingame rời nhiệm vụ tích cực với Hải quân và gia nhập American Airlines, mặc dù anh vẫn ở trong Hải quân Trừ bị Hoa Kỳ. Anh tình nguyện được kích hoạt trong Chiến tranh Vùng Vịnh. Anh cũng dành thời gian làm việc ở Lầu Năm Góc, trong khi ở Hải quân Trừ bị Hoa Kỳ.
Burlingame đã nghỉ hưu với tư cách là Cơ trưởng Dự bị Hải quân năm 1996 và làm việc tại American Airlines. Anh kết hôn với một nữ tiếp viên hàng không của American Airlines, Sheri Burlingame. Họ sống ở Oak Hill, Virginia.

## Cái chết

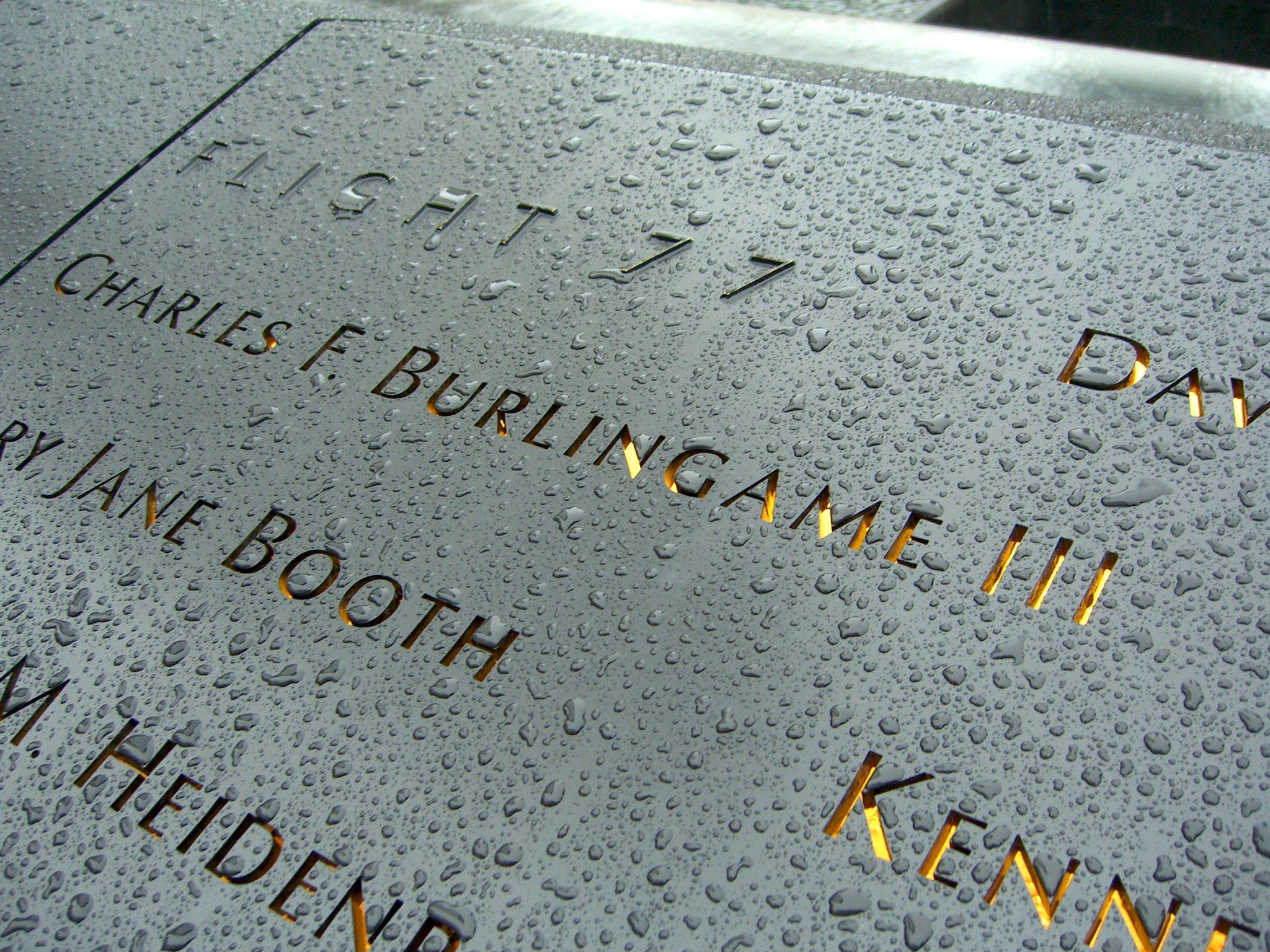
Tên của Burlingame được đặt trên Bảng S-69 của Bể bơi phía Nam Đài tưởng niệm 11 tháng 9, cùng với những hành khách khác của chuyến bay 77.

Burlingame là cơ trưởng chuyến bay 77 của American Airlines, với cơ phó David Charlebois, trước khi chuyến 77 bị không tặc tấn công và đâm vào Lầu Năm Góc. Không giống như 3 chuyến bay khác (American 11, United 175 và United 93), không có báo cáo về bất cứ ai bị đâm hoặc đe dọa đánh bom và anh có thể đã không bị sát hại bởi những tên không tặc nhưng bị đẩy ra phía sau máy bay với những hành khách còn lại, theo Barbara Olson, một hành khách trên chuyến bay, hỏi chồng qua điện thoại: "Tôi bảo phi công làm gì?", cho thấy Burlingame đã ở bên cạnh cô ở phía sau máy bay. Anh đã bước sang tuổi 52 sau ngày xảy ra vụ khủng bố. 

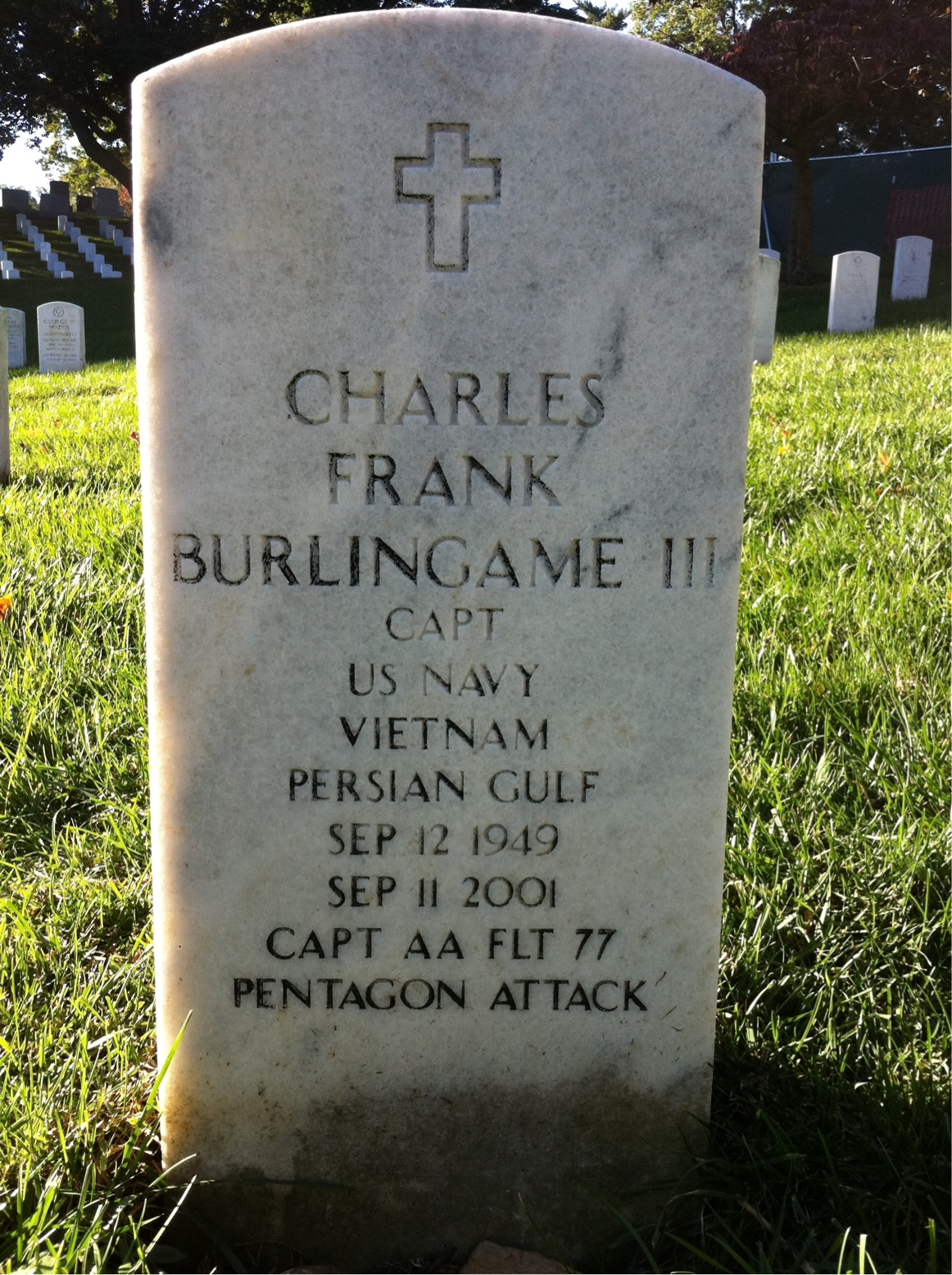
Phần mộ của Burlingame tại Nghĩa trang Quốc gia Arlington

Burlingame được chôn cất tại Nghĩa trang Quốc gia Arlington. Lúc đầu, anh không đủ điều kiện để chôn cất ở đó do tư cách là người giữ nhà đã chết ở tuổi dưới 60, nhưng Burlingame đã được từ bỏ và trường hợp của anh đã kích hoạt cải cách các tiêu chí chôn cất ở Arlington. Phi hành gia Frank Culbertson, bạn cùng lớp của Burlingame tại Học viện Hải quân và là người đã chứng kiến và chụp ảnh hậu quả của vụ tấn công ngày 11 tháng 9 từ vũ trụ, đã gõ những chiếc kèn của mình tại dịch vụ tưởng niệm Burlingame.
Tại Đài tưởng niệm & Bảo tàng Quốc gia ngày 11 tháng 9, Burlingame được tưởng niệm tại Hồ bơi phía Nam, trên Bảng điều khiển S-69.
Cái chết của anh được nhắc đến trong vở nhạc kịch Come from Away.

## Trong văn hóa đại chúng
Burlingame được diễn viên Landy Cannon, người Canada thủ vai trong tập 2, mùa 16 của Mayday (Air Crash Investigation). Tập phim có tiêu đề "9/11: The Pentagon Attack" (tạm dịch: 9/11: Tấn công Lầu Năm Góc).